# Святе джерело

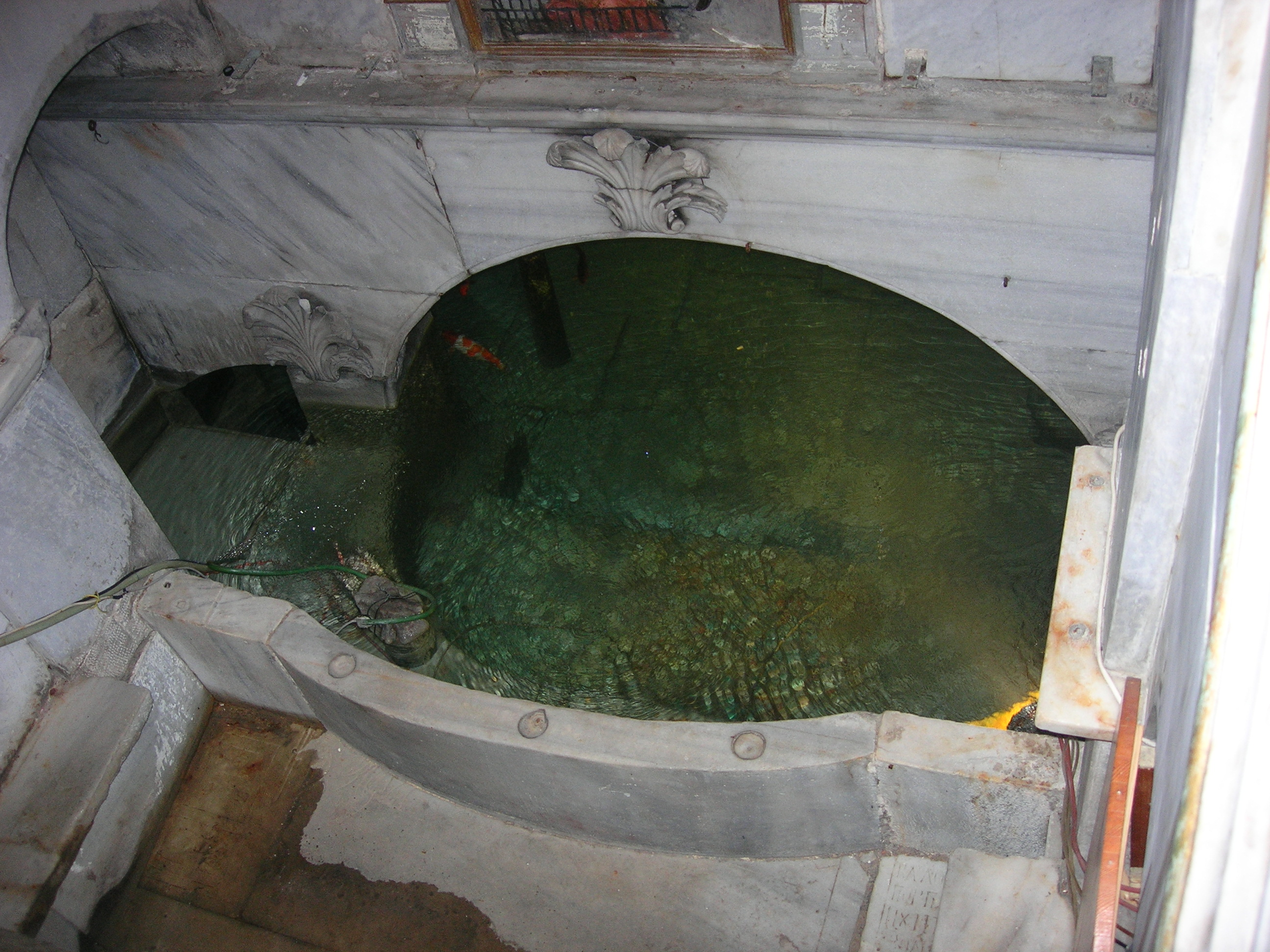
Святе джерело (хаґіазма) Церкви Св. Марії Джерела у Стамбулі

Святе джерело або свята криниця (лат. Sanctus spring, англ. Holy well) — невелика водойма, що виходить із ґрунту і шанована в язичницькому або християнському контексті, часто в обох: часто — язичницька святиня, яка пізніше стала християнською.
Термін «святе джерело» зазвичай використовується для позначення будь-якого джерела води, яке має деяке значення у фольклорі того району, де він знаходиться. У християнських переказах, мова може йти про джерело, що виникло або набуло цілющі властивості під дією святого і пов'язане з його іменем; у язичництві — про надприродну присутність його духа-хранителя.